# Anders Åhrén
Anders Gustav Åhrén, född 12 maj 1912 i Frostvikens församling, Jämtlands län, död 9 mars 2004 i Ströms församling, Strömsunds kommun, var en samisk renskötare och organisationsledare. Han var ordförande för Svenska Samernas Riksförbund 1967–1977. Far till Ingwar Åhrén.

## Biografi
Anders Åhrén kom från Härbergsdalen inom Ohredahke sameby. Han var sakkunnig i 1948 års renbetesutredning i Jämtland och deltog även i förhandlingarna med Norge inför 1972 års svensk-norska renbeteskonvention. År 1967 valdes Anders Åhrén till ordförande för Svenska Samernas Riksförbund och blev därmed den förste renskötaren utan akademisk bakgrund på den posten, som han innehade till 1977.
År 1980 mottog Anders Åhrén den kungliga medaljen För omsorgsfull renvård.